# Placa de les Bismarck Septentrionals

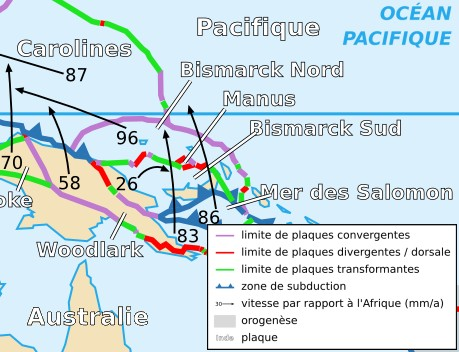
Mapa de la Placa de les Bismarck Septentrionals i les plaques veïnes (en francès)

La placa de les Bismarck Septentrionals és una microplaca tectònica de la litosfera de la Terra. La seva superfície és de 0,00956 estereoradiants. Normalment està associada amb la placa del Pacífic.
Es troba a l'oest de l'oceà Pacífic, i n'ocupa part de l'arxipèlag de Bismarck (illes de l'Almirallat, Mussau i Nova Irlanda), el nord-est del Mar de Salomó, el nord del Mar de Bismarck i una petita part de l'oceà Pacífic.
La placa de les Bismarck septentrionals està en contacte amb les plaques de Woodlark, Carolines, Pacífic, Mar de Salomó, Bismarck Sud i Manus.
El desplaçament de la placa de les Bismarck Septentrionals es produeix a una velocitat de 0.33° per milió d'anys en un pol d'Euler situat a 04°00' de latitud sud i 139°00' de longitud est (referència: placa del Pacífic).